# モトゥル・デ・サン・ホセ
モトゥル・デ・サン・ホセ（Motul de San José）は、グアテマラ、ペテン県中央のペテン・イツァ湖北岸近くにある古代マヤ遺跡。イク様式として知られる特徴のある土器の生産で知られる。

## 遺跡
「モトゥル」という語の意味は明らかでないが、同名のマヤの地名は他にもいくつか見られる。ユカタン州にもモトゥルがあり、またティカルの古典時代の名前のムトゥル（またはムタル）も関係あると考えられている。
紋章文字によれば、古典期にはモトゥル・デ・サン・ホセはイク（Ik'、風）と呼ばれていた。この文字はツォルキンの第2日と同じ字である。この紋章文字は、古典期前期には北のベフカル、後期にはモトゥル・デ・サン・ホセを表す文字として出現する。

## 歴史
遺跡には4つの石碑といくつかの石碑の断片が残されているが、保存状態がよくない。また、大部分の土器は出土地が明らかでなく、日付がカレンダー・ラウンドのみであるために時代が不明である。このため、モトゥル・デ・サン・ホセの歴史は不明な点が多い。
石碑には「イツァ」の語が見られる。またセイバルとフローレスの石碑にはイツァ族に特徴的なカネク（またはチャネク）王の名が見られ、849年と869年のカトゥンの終わりを祝っている。
おそらく古典期前期にすでに王朝があったが、最初の明確な王は石碑4のキニチ王で、682年の年が記されている。キニチから9世紀のカネク（チャネク）王まで、9人の王の名が確認される。711年の石碑には、モトゥル・デ・サン・ホセが再興したティカルのハサウ・チャン・カウィール1世に従属していたことが記されている。741年には王がマチャキラーの捕虜になった。745年には王がドス・ピラスの捕虜になった。8世紀後半にドス・ピラスが崩壊すると、モトゥル・デ・サン・ホセは、婚姻関係を結んでいだヤシュチランを含む他の都市からの攻撃を受けた。

## 調査史
モトゥル・デ・サン・ホセは1895年にテオベルト・マーラーが訪れた。
1998年以降、ウィリアムズ大学のアントニア・フォイアスおよびフロリダ博物館のキティー・エメリーの率いる調査隊によって発掘調査が行われた。